# Islay LIMPET
Islay LIMPET (Land Installed Marine Power Energy Transmitter) est la première centrale houlomotrice connectée au réseau électrique du Royaume-Uni.

## Présentation
Construit en 2000, il est situé à Claddach Farm sur le Rhinns d'Islay sur l'île écossaise d'Islay. Islay LIMPET a été développé par Wavegen en coopération avec l'université Queen's de Belfast. La puissance nominale d'Islay LIMPET est de 500 kW.

## Principe de fonctionnement
Islay LIMPET est un dispositif, installé sur le rivage, qui utilise une colonne d'eau oscillante pour forcer l'air dans et hors une chambre de pression au travers une turbine à air spécialement conçue. La chambre du LIMPET est un tube incliné en béton ouvert au-dessous du niveau de l'eau. Comme l'action des vagues fait osciller le niveau de l'eau dans la chambre, la variation de ce niveau d'eau comprime et décomprime alternativement l'air piégé au-dessus, provoquant la circulation de l'air vers l'arrière puis vers l'avant à travers une paire de turbines contrarotatives.

### Sources
- (en) Cet article est partiellement ou en totalité issu de l’article de Wikipédia en anglais intitulé « Islay LIMPET » (voir la liste des auteurs).